# Dubbelstipsnuituil
De dubbelstipsnuituil (Hypena obsitalis) is een vlinder uit de familie van de spinneruilen (Erebidae). De wetenschappelijke naam van de soort is voor het eerst geldig gepubliceerd in 1813 door Hübner.
Deze nachtvlinder komt voor in Europa. De soort rukt op vanuit het zuiden naar het noorden van het continent. In januari 2015 werden voor het eerst dubbelstipsnuituilen in Nederland waargenomen. De aangetroffen exemplaren overwinterden in bunkers bij 's-Gravenzande. Sinds 2010 wordt hij in België waargenomen.
Klein glaskruid is voor deze soort de voornaamste waardplant.